# Cristianización de Polonia

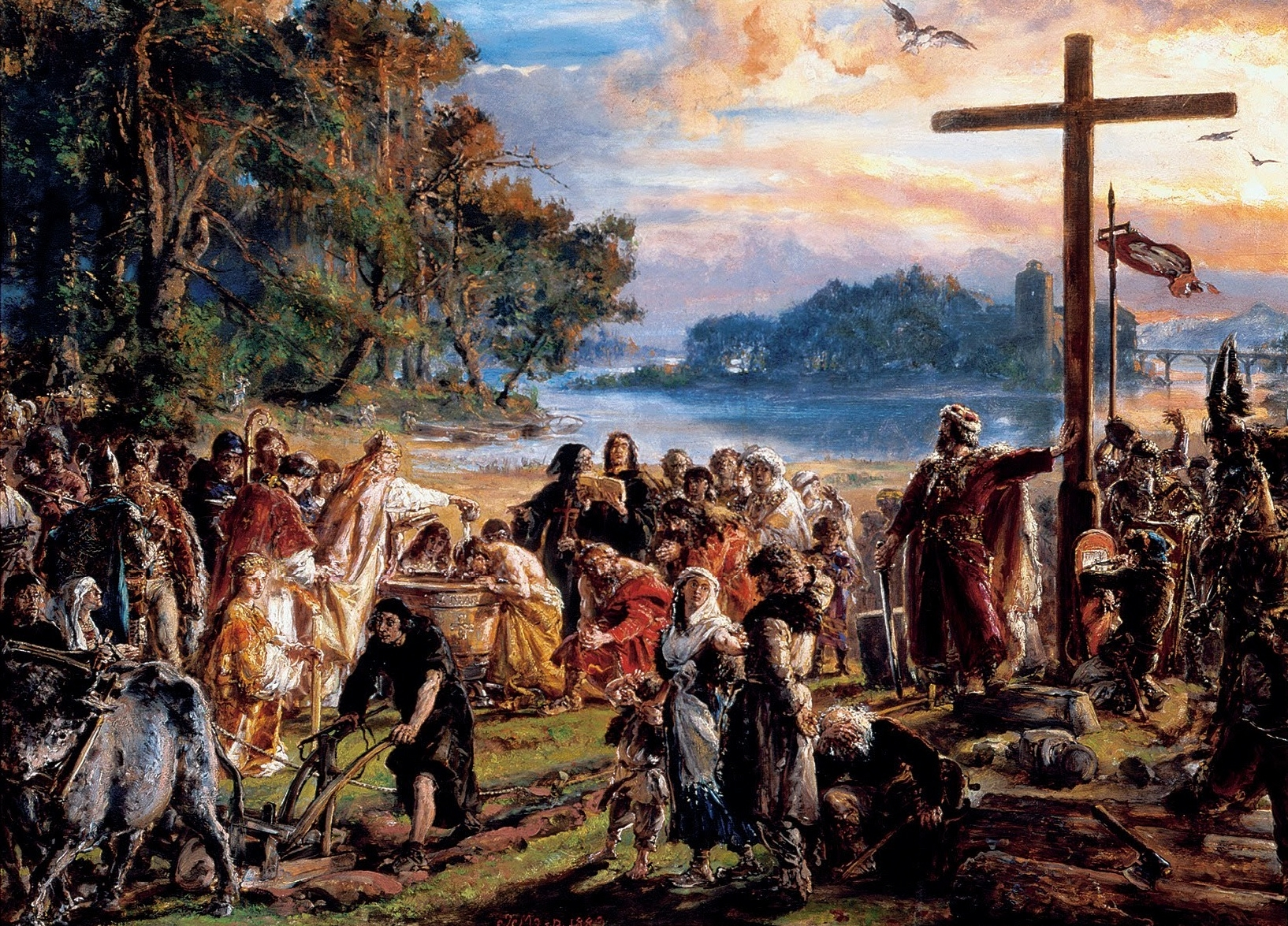
La llegada del Cristianismo por Jan Matejko.

La cristianización de Polonia (en polaco: chrystianizacja Polski) se refiere a la introducción y posterior difusión del cristianismo en Polonia. El impulso del proceso fue el «Bautismo de Polonia» (en polaco: chrzest Polski), el bautismo personal de Miecislao I, el primer gobernante del futuro Estado polaco, y de gran parte de su corte. La ceremonia tuvo lugar el Sábado Santo del 14 de abril de 966, aunque el lugar exacto sigue siendo discutido por los historiadores, siendo las ciudades de Poznań y Gniezno los lugares más probables. El matrimonio de Miecislao era parte de una alianza polaco-bohemia y a su esposa, Dobrawa de Bohemia, se le atribuye a menudo una gran influencia en la decisión de Miecislao de aceptar el cristianismo.
Aunque la difusión del cristianismo en Polonia tardó siglos en completarse, el proceso fue finalmente exitoso, ya que en varias décadas Polonia se unió al rango de estados europeos establecidos y reconocidos por el papado y el Sacro Imperio Romano. Según los historiadores, la cristianización de Polonia marca el inicio de la estatalidad polaca. No obstante, la cristianización fue un proceso largo y arduo, ya que la mayor parte de la población polaca siguió siendo pagana hasta la reacción pagana de la década de 1030.

## Antecedentes

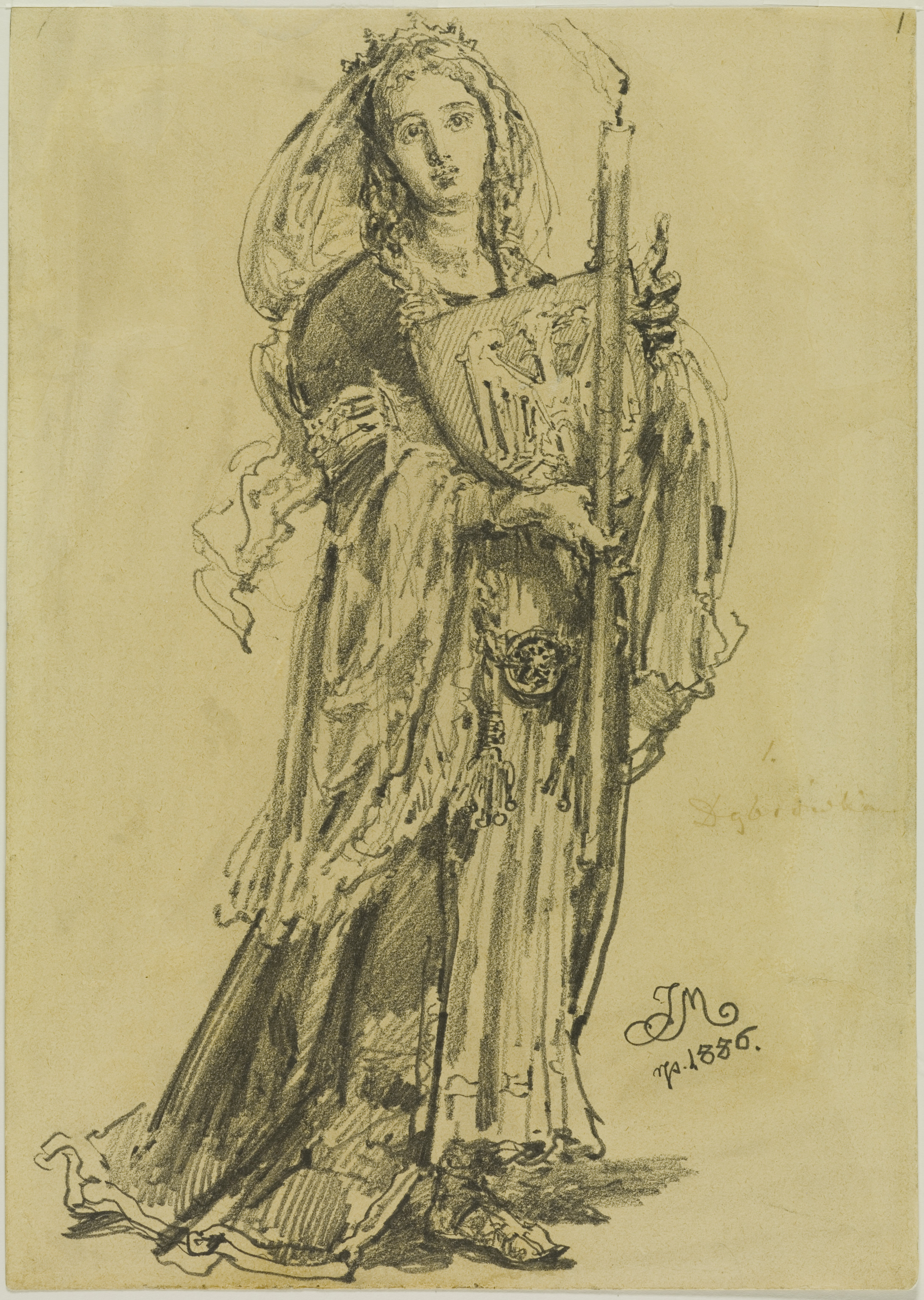
Dobrawa, la esposa de Miecislao I que jugó un papel importante en la conversión de Polonia al cristianismo.

Antes de la adopción del cristianismo en la actual Polonia, existían diversas tribus paganas. Svetovid era uno de los dioses paganos más extendidos en Polonia. El cristianismo llegó a finales del siglo IX, probablemente en la época en que la tribu vistulana conoció el rito cristiano en sus relaciones con sus vecinos, el estado de la Gran Moravia (Bohemia).
La influencia cultural morava desempeñó un papel importante en la propagación del cristianismo en las tierras polacas y la posterior adopción de esa religión. En opinión de Davies, la cristianización de Polonia a través de la alianza checo-polaca representó una elección consciente por parte de los gobernantes polacos de aliarse con el Estado checo en lugar de con el alemán. De manera similar, algunas de las luchas políticas posteriores implicaron que la Iglesia polaca se negara a subordinarse a la jerarquía alemana y, en cambio, se subordinara directamente al Vaticano.

### Bautismo

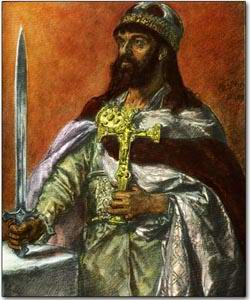
Miecislao I, el primer gobernante cristiano de Polonia. Representado por Jan Matejko sosteniendo un crucifijo en alusión al bautismo de Polonia.

El «bautismo de Polonia» se refiere a la ceremonia en la que el primer gobernante del Estado polaco, Miecislao I, y gran parte de su corte se convirtieron a la religión cristiana. La esposa de Miecislao, Dobrawa de Bohemia, una ferviente cristiana, desempeñó un papel importante en la promoción del cristianismo en Polonia, y podría haber tenido una influencia significativa en la conversión del propio Miecislao.
El lugar exacto del bautismo de Miecislao es discutido; la mayoría de los historiadores sostienen que Gniezno o Poznań son los lugares más probables. Sin embargo, otros historiadores han sugerido lugares alternativos, como Ostrów Lednicki, o incluso en la alemana Ratisbona. La fecha del bautismo de Miecislao fue el 14 de abril de 966, Sábado Santo.
La ceremonia fue precedida por una semana de catequesis oral y varios días de ayuno. La ceremonia propiamente dicha consistió en verter agua sobre los grupos separados de hombres y mujeres, aunque es posible que en su lugar se sumergieran sus cabezas y se ungieran con el crisma.

### Cristianización
La misión bautismal que se inició en las dos grandes ciudades de Gniezno y Poznań con el bautismo de Miecislao y su corte se extendió por todo el país. Durante los siglos X y XI se establecieron en Polonia diversos órganos eclesiásticos, entre ellos la construcción de iglesias y el nombramiento de clérigos. El primer obispo de Polonia, Jordan, fue nombrado por el papa Juan XIII en el año 968. El hijo de Miecislao, Boleslao I de Polonia, apoyó las misiones de cristianización en las tierras vecinas, especialmente la misión del futuro San Adalberto de Praga a los antiguos prusianos, y estableció el arzobispado de Gniezno en el año 1000.

Evolución territorial polaca durante el reinado de Boleslao.

Aunque al principio la religión cristiana era «impopular y ajena», el bautismo de Miecislao tuvo una gran influencia, pero tuvo que ser impuesto por el Estado, y se encontró con cierta oposición popular, incluida una sublevación en la década de 1030 —especialmente intensa en los años 1035-1037—. No obstante, para entonces Polonia ya había obtenido el reconocimiento como un verdadero estado europeo, tanto del papado como del Sacro Imperio Romano Germánico.
De las distintas provincias de la actual Polonia, la difusión del cristianismo fue más lenta en Pomerania, donde no obtuvo un seguimiento significativo hasta el siglo XII.  Inicialmente, el clero procedía de los países de la Europa cristiana occidental; el clero polaco autóctono tardó tres o cuatro generaciones en surgir, y fue apoyado por los monasterios y frailes que se hicieron cada vez más comunes en el siglo XII. En el siglo XIII, el catolicismo romano se había convertido en la religión dominante en toda Polonia.
Al adoptar el cristianismo como religión del Estado, Miecisleo pretendía alcanzar varios objetivos personales, consideraba que el «bautismo de Polonia» era una forma de reforzar su control del poder, además de utilizarlo como fuerza unificadora del pueblo polaco. Sustituyó varios cultos menores por uno único y central, claramente asociado a la corte real. También mejoró la posición y la respetabilidad del Estado polaco en la escena internacional y europea. La Iglesia también contribuyó a reforzar la autoridad del monarca y aportó a Polonia mucha experiencia en materia de administración estatal. Así, la organización eclesiástica apoyaba al Estado y, a cambio, los obispos recibían importantes títulos gubernamentales —en la época posterior, fueron miembros del Senado de Polonia—.

## Celebraciones del milenio de 1966

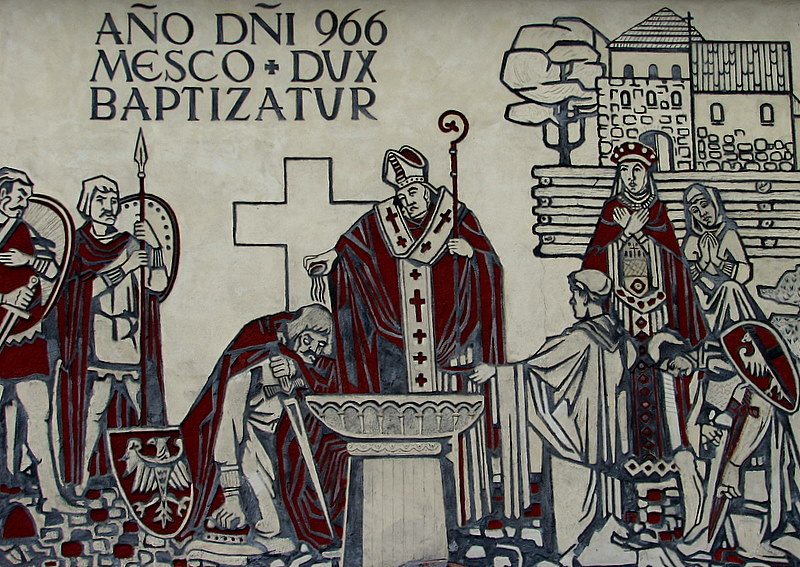
Mural contemporáneo en Gniezno que conmemora el «bautismo de Polonia».

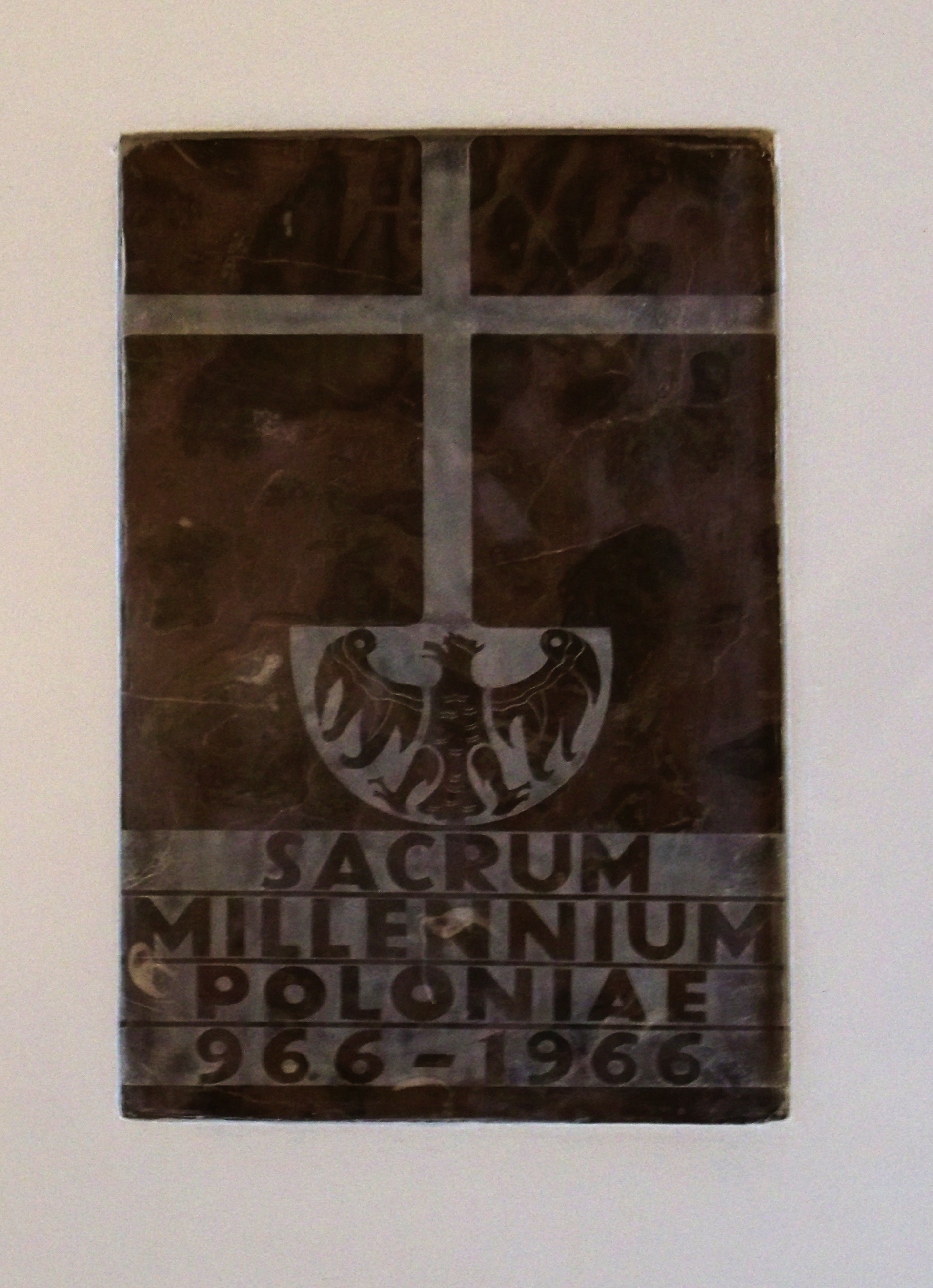
Estela «Sacrum Poloniae Millenium, 966-1966» en una de las iglesias de Varsovia.

Los preparativos para las celebraciones milenarias comenzaron con la Gran Novena de 1957, que marcó un periodo de nueve años de ayuno y oración. En 1966, la República Popular de Polonia fue testigo de grandes festividades con motivo del milenario de aquellos acontecimientos, en las que la Iglesia celebraba los mil años de cristianismo en Polonia, mientras que el gobierno comunista celebraba los mil años seculares del Estado polaco, lo que culminó con la denegación en dos ocasiones del permiso al papa Pablo VI para visitar Polonia ese año. El deseo del partido comunista de separar la religión del Estado convirtió las festividades en un choque cultural entre el Estado y la Iglesia. Mientras la Iglesia se centraba en los aspectos religiosos y eclesiásticos del bautismo, con eslóganes (en latín) como Sacrum Poloniae Millenium («Sagrado milenio de Polonia»), el Partido Obrero Unificado Polaco enmarcaba las celebraciones como un aniversario secular y político de la creación del Estado polaco, con eslóganes (en polaco) como Tysiąclecie Państwa Polskiego («Mil años del Estado polaco»). Como señaló Norman Davies, tanto la Iglesia como el Partido tenían «interpretaciones rivales, y mutuamente excluyentes, del significado [del bautismo de Polonia]».
El 30 de julio de 1966, la Oficina de Grabado e Impresión de Estados Unidos emitió 128.475.000 sellos conmemorativos en honor al milenario de la adopción del cristianismo en Polonia.

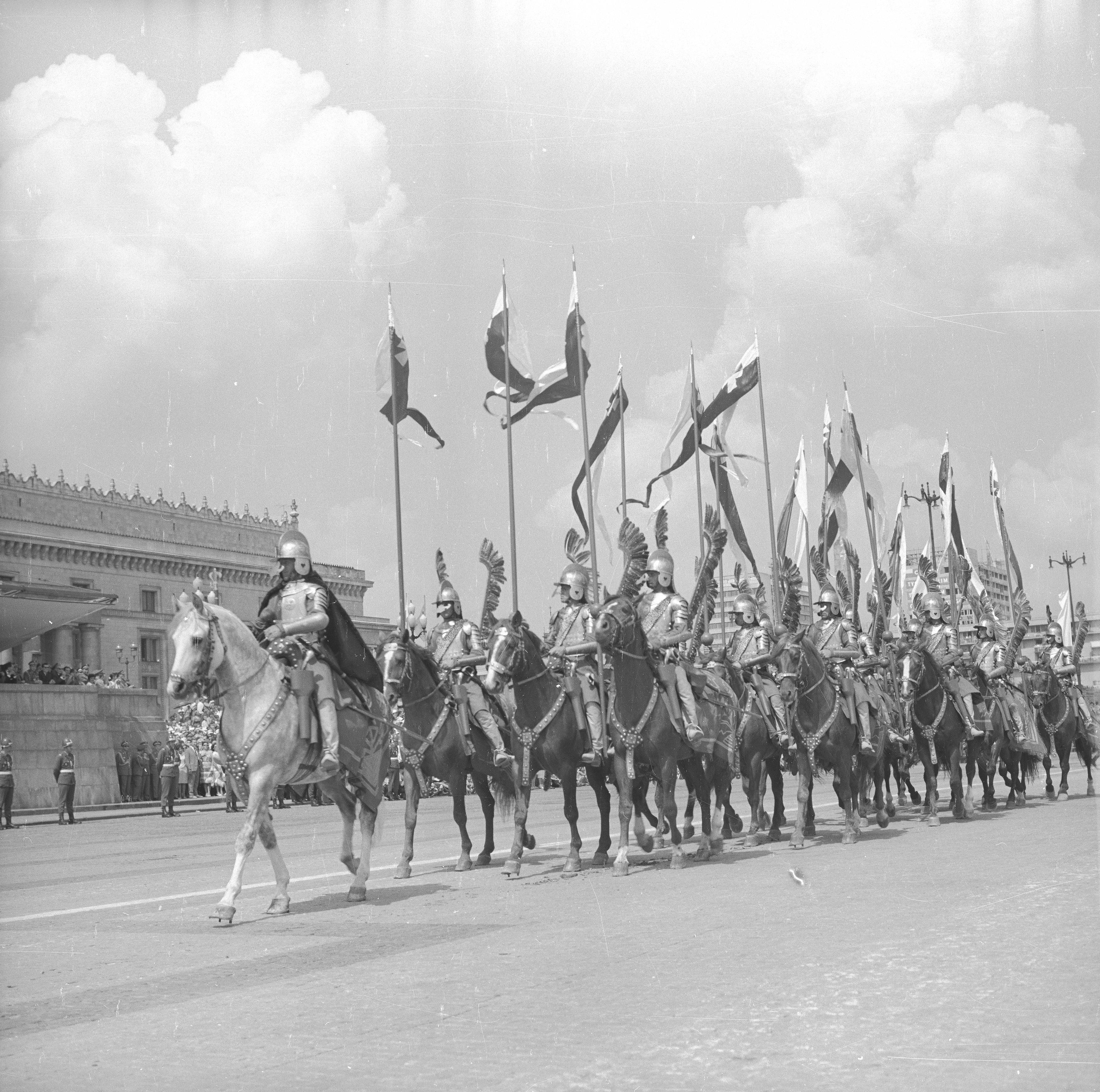
Caballería ceremonial durante el desfile de 1966.

El 22 de julio se celebró un desfile de aniversario frente al Palacio de la Cultura y la Ciencia en la Plaza del Desfile, coincidiendo con las celebraciones anuales del Día Nacional del Renacimiento de Polonia —fijado en el aniversario de la firma del Manifiesto de la PKWN—. Asistió Władysław Gomułka, el entonces Primer Secretario del Partido Obrero Unificado Polaco, así como miembros del Partido Popular Polaco y del Consejo de Estado polaco. El inspector del desfile fue el Mariscal de Polonia Marian Spychalski, mientras que el comandante del Distrito Militar de Varsovia, el General de División Czesław Waryszak (1919-1979), lo comandó. Desfilaron tropas del Ejército Popular Polaco, con unidades como la Guardia de Honor Representativa del FLP, la Banda del FLP —dirigida por el Coronel Lisztok—, así como cadetes de academias militares y otras unidades ceremoniales vestidas con uniformes militares históricos polacos que se remontan a la dinastía de los Piastas. El desfile se considera hoy en día el mayor desfile militar de la historia de Polonia.